# Tillandsia copanensis
Tillandsia copanensis là một loài thực vật có hoa trong họ Bromeliaceae. Loài này được Rauh & Rutschm. miêu tả khoa học đầu tiên năm 1988.

## Hình ảnh

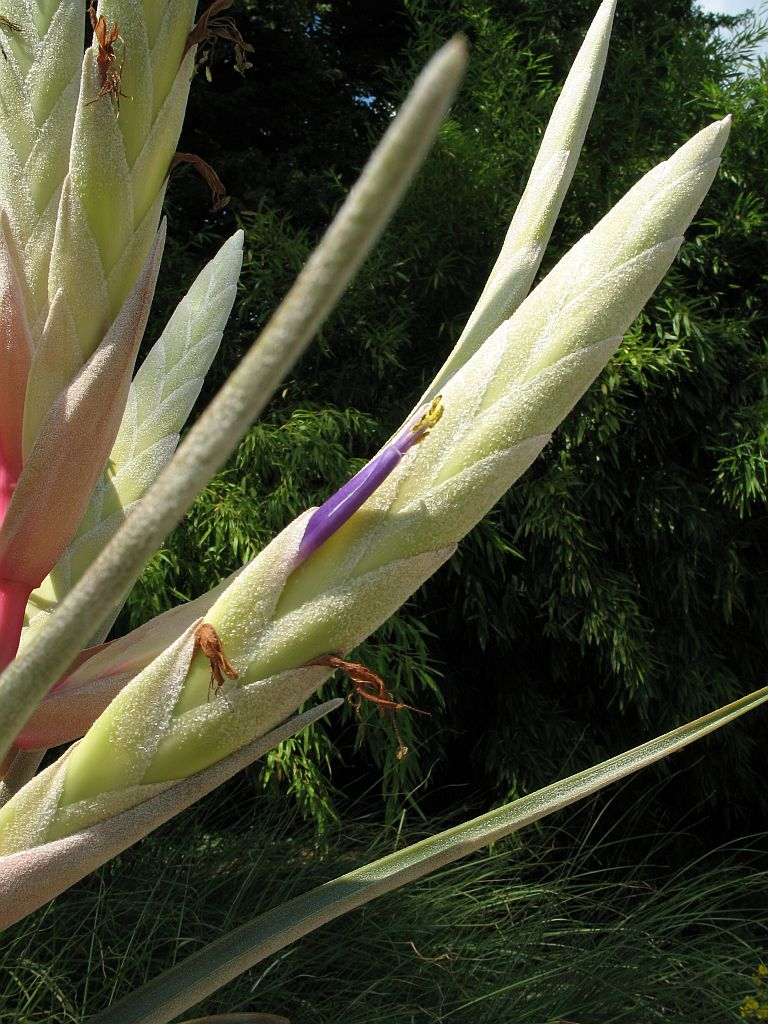
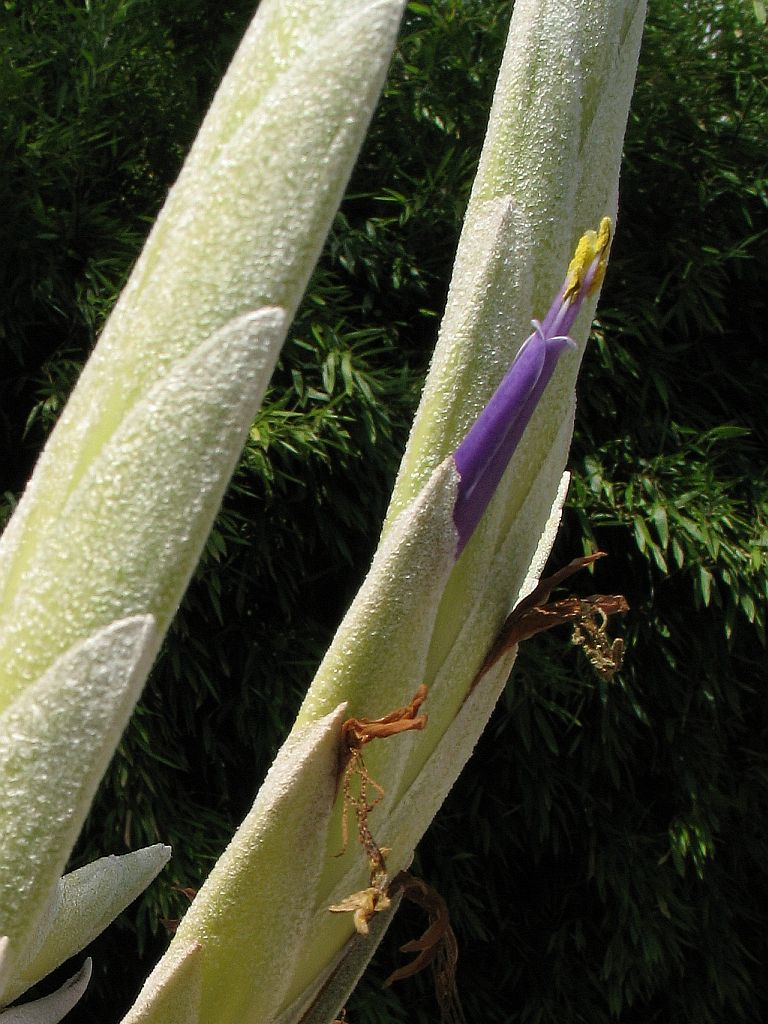